# توقيت المغرب

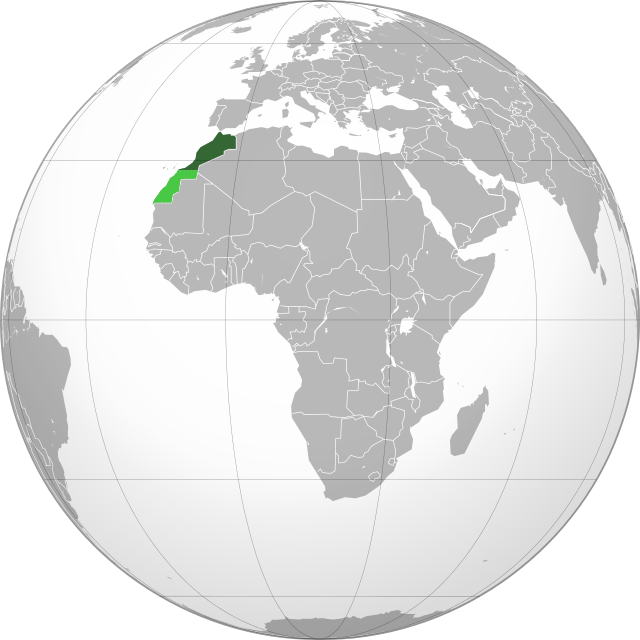
التوقيت الرسمي المغربي.

المناطق الزمنية في أفريقيا.

تَوْقِيتْ اَلْمَغْرِب أو تَوْقِيتْ مَغْرِبِي (بالإنجليزية: Time in Morocco)‏، هـو التوقيت الرسمي والأسمى في المملكة المغربية.
تستخدم المغرب توقيت وسط أوروبا (CET) (UTC+01:00) كتوقيت رسمي على مدار السنة منذ 26 أكتوبر 2018،
وتستخدم (DST) لمراقبة التوقيت الصيفي.

## التوقيت الصيفي
المغرب اِستخدم التوقيت الصيفي لأول مرة في عام 1939 و1940 ومرة أخرى في عام 1950. عاد في عام 1967 ولكن تم التخلي عنه بعد ذلك وعاد في عام 1974 ولوحظ حتى عام 1978. بعد ذلك، استخدم المغرب توقيت غرب أوروبا (UTC+00:00) على مدار السنة.
غيرت المغرب في عام 1984 التوقيت إلى توقيت وسط أوروبا (CET) (UTC+01:00) وعادت إلى توقيت غرب أوروبا في عام 1986.
بدأت المغرب في عام 2008 مرة أخرى باستخدام التوقيت الصيفي، التوقيت الصيفي في عام 2008 بدأ يوم الأحد 1 حزيران/يونيو وانتهى يوم الاثنين 1 أيلول/سبتمبر. في عام 2009 بدأ يوم الاثنين 1 حزيران/يونيو وانتهى يوم الجمعة 21 آب/أغسطس. أما في عام 2010 التوقيت الصيفي بدأ في 2 أيار/مايو وانتهى في 8 آب/أغسطس، وفي عام 2011 بدأ يوم الأحد 3 نيسان/أبريل والذي انتهى يوم الأحد 31 يوليو/تموز.
غيرت المغرب في 2012 قواعد التوقيت الصيفي كما بدأ يوم الأحد الماضي في نيسان/أبريل مع توقف خلال شهر رمضان، وانتهى في الأحد الأخير في أيلول/سبتمبر. في عام 2013، في نهاية التوقيت الصيفي تحول إلى الأحد الأخير من تشرين الأول/أكتوبر واعتمد على الجدول الزمني الأوروبي الصيفي.
توقفت المغرب في 2018 عن استخدام وقت الصيف وانتقلت إلى توقيت وسط أوروبا (CET) (UTC+01:00) على مدار السنة. وهو أول توقيت مغربي ومنذ عام 1984 تستخدم المغرب توقيت وسط أوروبا.

## اُنظر أيضاً
- توقيت
- توقيت السعودية
- توقيت اليمن